# أدريان كولومب
أدريان كولومب (بالفرنسية: Adrien Coulomb)‏ هو لاعب كرة قدم فرنسي في مركز الوسط، ولد في 4 أكتوبر 1990 في مارسيليا في فرنسا. لعب مع نادي أرليه أفينيون ونادي فان ونادي مونبلييه.

## وصلات خارجية
- أدريان كولومب على موقع رابطة كرة القدم الفرنسية للمحترفين (الإنجليزية)
- أدريان كولومب على موقع قاعدة بيانات كرة القدم.إي يو (الإنجليزية)
- أدريان كولومب على موقع Soccerway.com (الإنجليزية)
- أدريان كولومب على موقع AS.com (الإسبانية)